# Gustave Belot
Gustave Belot, född den 7 augusti 1859 i Strasbourg, död den 22 december 1929 i Paris, var en fransk filosof och sociolog.
I sitt huvudarbete Études de morale positive (1907) under kritik av Émile Durkheim och Lucien Lévy-Bruhl behandlat etiska principfrågor samt har för övrigt ägnat sig åt moralpedagogiska och religionsvetenskapliga undersökningar.